# West Longview (Washington)
West Longview es un lugar designado por el censo ubicado en el condado de Cowlitz en el estado estadounidense de Washington. En el año 2000 tenía una población de 2.882 habitantes y una densidad poblacional de 702,8 personas por km².

## Geografía
West Longview se encuentra ubicado en las coordenadas 46°10′5″N 122°59′29″O / 46.16806, -122.99139.

## Demografía
Según la Oficina del Censo en 2000 los ingresos medios por hogar en la localidad eran de $34.421, y los ingresos medios por familia eran $37.104. Los hombres tenían unos ingresos medios de $39.946 frente a los $25.658 para las mujeres. La renta per cápita para la localidad era de $15.082. Alrededor del 20,2% de la población estaban por debajo del umbral de pobreza.